# Кубок европейских чемпионов по волейболу среди женщин 1990/1991
31-й розыгрыш Кубка европейских чемпионов по волейболу среди женщин проходил с 3 ноября 1990 по 23 февраля 1991 года с участием 26 клубных команд из 25 стран-членов Европейской конфедерации волейбола (ЕКВ). Финальный этап был проведён в Загребе (Югославия). Победителем турнира впервые стала югославская команда «Младост» (Загреб).

## Команды-участницы
| Страна       | Команда                           |                           |
| ------------ | --------------------------------- | ------------------------- |
| Австрия      | «Пост» (Вена)                     | Чемпион Австрии 1990      |
| Албания      | «Динамо» (Тирана)                 | Чемпион Албании 1990      |
| Англия       | «Брикстон Найтс» (Лондон)         | Чемпион Англии 1990       |
| Бельгия      | «Антониус» (Херенталс)            | Чемпион Бельгии 1990      |
| Болгария     | «Левски-Спартак» (София)          | Чемпион Болгарии 1990     |
| Германия     | «Берлин» (Берлин)                 | Чемпион ГДР 1990          |
| Германия     | «Фойербах» (Штутгарт)             | Чемпион ФРГ 1990          |
| Греция       | «Панатинаикос» (Афины)            | Чемпион Греции 1990       |
| Дания        | «Хольте» (Хольте)                 | Чемпион Дании 1990        |
| Израиль      | «Хапоэль» (Мате-Ашер)             | Чемпион Израиля 1990      |
| Испания      | «Тормо-Барбера» (Хатива)          | Чемпион Испании 1990      |
| Италия       | «Олимпия Теодора» (Равенна)       | Чемпион Италии 1990       |
| Кипр         | АЭЛ (Лимасол)                     | Чемпион Кипра 1990        |
| Люксембург   | «ЖИМ Воллей Боннвуа» (Люксембург) | Чемпион Люксембурга 1990  |
| Нидерланды   | «Аверо-Олимпус» (Снек)            | Чемпион Нидерландов 1990  |
| Норвегия     | «Саннес» (Саннес)                 | Чемпион Норвегии 1990     |
| Польша       | «БКС Сталь» (Бельско-Бяла)        | Чемпион Польши 1990       |
| Португалия   | «Боавишта» (Порту)                | Чемпион Португалии 1990   |
| Румыния      | «Университатя» (Крайова)          | Чемпион Румынии 1990      |
| СССР         | «Уралочка» (Свердловск)           | Чемпион СССР 1990         |
| Турция       | «Эмлякбанк» (Анкара)              | Чемпион Турции 1990       |
| Финляндия    | ХеСа (Хельсинки)                  | Чемпион Финляндии 1990    |
| Франция      | «Расинг Клуб де Франс» (Париж)    | Чемпион Франции 1990      |
| Чехословакия | КПС (Брно)                        | Чемпион Чехословакии 1990 |
| Швейцария    | «Монтана» (Люцерн)                | Чемпион Швейцарии 1990    |
| Югославия    | «Младост» (Загреб)                | Чемпион Югославии 1990    |

## Система проведения розыгрыша
В турнире принимали участие чемпионы 26 стран-членов ЕКВ (на 1990 год). Соревнования состояли из квалификации, 1/8 и 1/4 финалов плей-офф и финального этапа.
Финальный этап включал предварительный раунд, полуфинал и два финала (за 3-е и 1-е места).

## Квалификация
3—10.11.1990
 «Панатинаикос» (Афины) —  «Младост» (Загреб)
3 ноября. 1:3 (15:6, 2:15, 2:15, 9:15).
10 ноября. 0:3 (6:15, 6:15, 4:15).
 «Хольте» —  «Фойербах» (Штутгарт)
3 ноября. 0:3 (1:15, 3:15, 0:15).
10 ноября. 1:3 (7:15, 16:14, 0:15, 3:15).
 «Тормо-Барбера» (Хатива) —  «Боавишта» (Порту)
3 ноября. 3:0 (15:6, 15:5, 15:4).
10 ноября. 3:2 (15:8, 12:15, 15:17, 15:12, 17:15).
 «Эмлякбанк» (Анкара) —  «ЖИМ-Воллей Боннвуа» (Люксембург)
3 ноября. 3:0 (15:5, 15:2, 15:1).
10 ноября. 3:1 (15:8, 15:9, 6:15, 15:4).
 АЭЛ (Лимасол) —  «Университатя» (Крайова)
3 ноября. 0:3 (2:15, 0:15, 5:15).
10 ноября. 0:3 (4:15, 5:15, 6:15).
 «Саннес» —  «Брикстон Найтс» (Лондон)
3 ноября. 2:3 (15:3, 11:15, 15:6, 10:15, 12:15).
10 ноября. 3:0 (15:10, 15:12, 15:2).
 «Хапоэль» (Мате Ашер) —  «Антониус» (Херенталс)
3 ноября. 0:3 (4:15, 4:15, 12:15).
10 ноября. 0:3 (1:15, 6:15, 2:15).
 «БКС Сталь» (Бельско-Бяла) —  «Левски-Спартак» (София)
3 ноября. 3:2 (12:15, 15:12, 14:16, 15:10, 15:13).
10 ноября. 1:3 (15:7, 12:15, 13:15, 11:15).
 ХеСа (Хельсинки) —  «Пост» (Вена)
3 ноября. 3:2 (10:15, 15:11, 15:12, 7:15, 16:14).
10 ноября. 0:3 (5:15, 5:15, 6:15).
 КПС (Брно) —  «Монтана» (Люцерн)
3 ноября. 3:1 (17:15, 9:15, 15:13, 15:11).
10 ноября. 3:2 (16:14, 15:17, 15:5, 2:15, 15:11).
От квалификации освобождены:
| «Уралочка» (Свердловск) «Олимпия Теодора» (Равенна) «Динамо» (Тирана) | «Расинг Клуб де Франс» (Париж) «Аверо-Олимпус» (Снек) «Берлин» |

## 1/8 финала
1—8.12.1990
 «Младост» (Загреб) —  «Расинг Клуб де Франс» (Париж)
1 декабря. 3:0 (15:7, 15:3, 15:11).
8 декабря. 3:1 (15:13, 13:15, 15:10, 15:3).
 «Фойербах» (Штутгарт) —  «Тормо-Барбера» (Хатива)
1 декабря. 3:0 (15:4, 15:6, 15:5).
8 декабря. 3:1 (15:10, 14:16, 15:10, 15:4).
 «Уралочка» (Свердловск) —  «Эмлякбанкаши» (Анкара)
1 декабря. 3:0 (15:11, 15:3, 15:8).
8 декабря. 3:1 (11:15, 15:9, 15:7, 15:3).
 «Саннес» —  «Университатя» (Крайова)
1 декабря. 0:3 (4:15, 2:15, 6:15).
8 декабря. 0:3 (7:15, 7:15, 9:15).
 «Олимпия Теодора» (Равена) —  «Антониус» (Херенталс) 
1 декабря. 3:0 (15:6, 15:4, 15:8).
8 декабря. 3:0 (15:7, 15:8, 15:11).
 «Пост» (Вена) —  «Левски-Спартак» (София)
1 декабря. 3:0 (15:12, 15:8, 15:10).
8 декабря. 0:3 (8:15, 10:15, 8:15). Общий счёт игровых очков по сумме двух матчей 71:75.
 «Берлин» —  «Аверо-Олимпус» (Снек)
1 декабря. 3:2 (15:11, 0:15, 9:15, 15:5, 15:11).
8 декабря. 2:3 (11:15, 15:9, 5:15, 15:11, 11:15). Общий счёт игровых очков по сумме двух матчей 111:122.
 КПС (Брно) —  «Динамо» (Тирана)
1 декабря. 3:1 (15:7, 13:15, 15:9, 15:9).
8 декабря. 0:3 (6:15, 9:15, 13:15).

## Четвертьфинал
16—23.01.1991
 «Олимпия Теодора» (Равенна) —  «Левски-Спартак» (София)
16 января. 3:0 (15:6, 15:6, 15:12).
19 января. 3:0 (15:2, 15:6, 15:11).
 «Фойербах» (Штутгарт) —  «Младост» (Загреб)
16 января. 0:3 (1:15, 3:15, 2:15).
23 января. 0:3 (10:15, 1:15, 9:15).
 «Университатя» (Крайова) —  «Уралочка» (Свердловск)
16 января. 0:3 (4:15, 8:15, 3:15).
23 января. 0:3 (5:15, 9:15, 13:15).
 «Аверо-Олимпус» (Снек) —  «Динамо» (Тирана)
16 января. 3:0 (15:7, 15:7, 15:8).
23 января. 1:3 (15:10, 4:15, 12:15, 4:15).

## Финальный этап
21—23 февраля 1991.  Загреб.
Участники:
 «Младост» (Загреб)

 «Уралочка» (Свердловск)

 «Олимпия Теодора» (Равенна)

 «Аверо-Олимпус» (Снек)
Команды-участницы согласно жребию составляют пары предварительного раунда. Победитель в каждой паре в полуфинале играет против проигравшего в другой. Победители полуфиналов играют в финале, проигравшие — в матче за 3-е место.

### Предварительный раунд
21 февраля
 «Младост» —  «Олимпия Теодора»
3:0 (15:5, 15:6, 15:11)
 «Уралочка» —  «Аверо-Олимпус»
3:0 (15:11, 15:12, 16:14)

### Полуфинал
22 февраля
 «Младост» —  «Аверо-Олимпус»
3:1 (15:8, 14:16, 15:12, 15:13)
 «Уралочка» —  «Олимпия Теодора»
3:0 (15:10, 15:12, 15:12)

### Матч за 3-е место
23 февраля
 «Олимпия Теодора» —  «Аверо-Олимпус»
3:0 (15:11, 15:11, 15:13)

### Финал
23 февраля
 «Младост» —  «Уралочка»
3:0 (15:12, 16:14, 15:6)

### Итоги

#### Положение команд
| «Младост» (Загреб)          |
| «Уралочка» (Свердловск)     |
| «Олимпия Теодора» (Равенна) |
| 4. «Аверо-Олимпус» (Снек)   |

#### Призёры
«Младост» (Загреб). Ирина Кириллова, Валентина Огиенко, Елена Чебукина, Даниэла Бильбия, Таня Бильбия, Сергея Лорбер, Снежана Ушич, Мирьяна Еловчич, Славица Кузманич, Мелина Драгнич. Тренер — Николай Карполь.
  «Уралочка» (Свердловск): Светлана Василевская, Наталья Морозова, Ирина Смирнова, Светлана Корытова, Марина Никулина, Елена Батухтина, Инесса Емельянова, Инна Дашук, Елена Сущинская, Елена Воробьёва. Тренер — Галина Карполь.
  «Олимпия Теодора» (Равенна): Мануэла Бенелли, Лилиана Бернарди, Винченца Прати, Люси Ружкова-Вацлавикова, Алессандра Дзамбелли, Даниэла Сапорити, Сабрина Бертини, Фабиана Меле, Хельга Кьострини, Сабина Туррини, Микела Гуэрра, Даниэла Дзуккарини. Тренер — Серджо Гуэрра.